# David Porter (Marineoffizier)

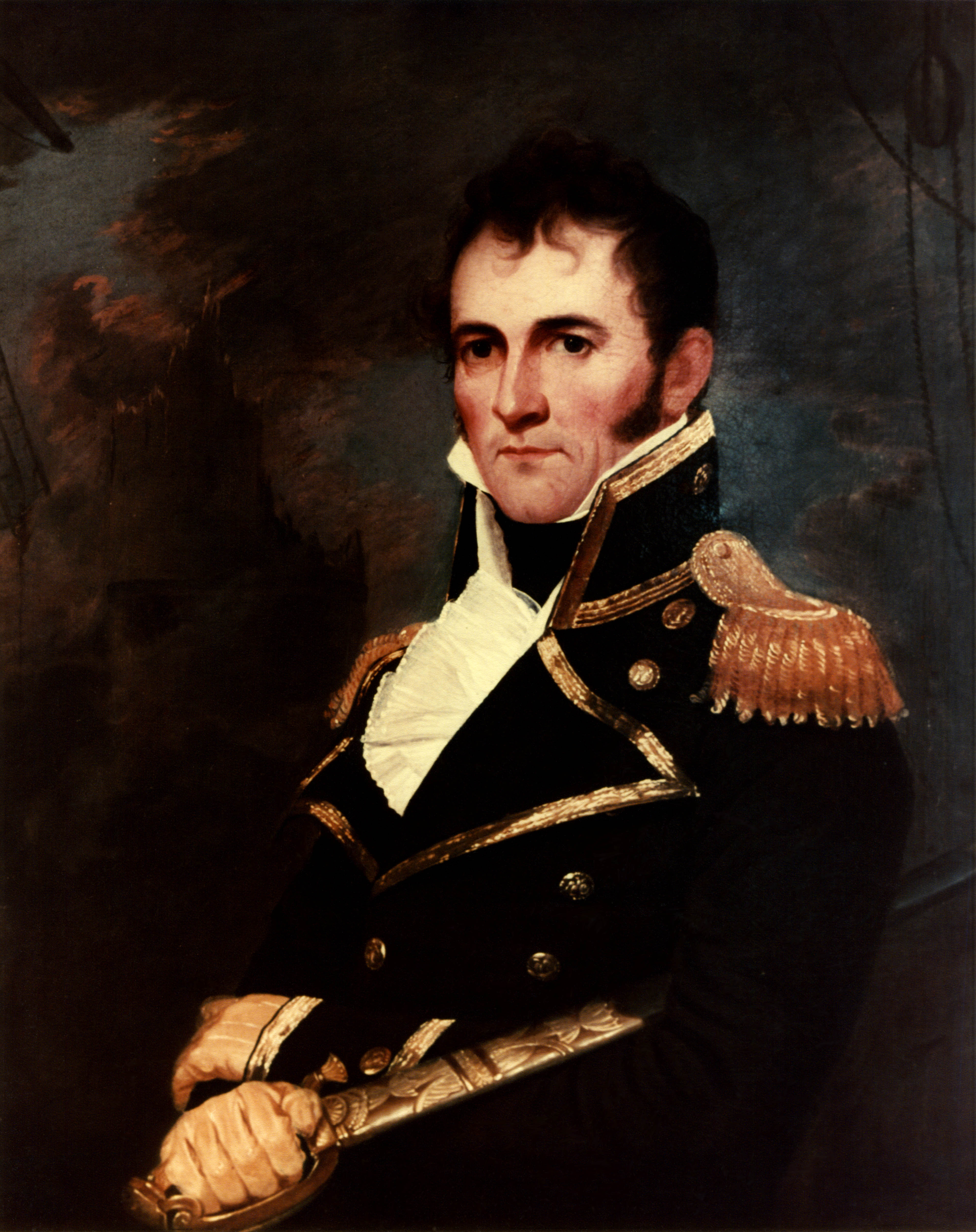
Commodore David Porter U.S.N.

David Porter (* 1. Februar 1780 in Boston, Massachusetts; † 3. März 1843 in Pera, heute Beyoğlu, İstanbul, Türkei) war ein US-amerikanischer Marineoffizier, der vor allem als Kommandant der Fregatte USS Essex bekannt wurde, die im Krieg von 1812 auf ihrer zweijährigen Fahrt im Pazifik der britischen Walfangflotte empfindliche Verluste zufügte. Commodore Porter war außerdem der Vater des Bürgerkriegsadmirals David Dixon Porter und der Pflegevater des amerikanischen Nationalhelden und ersten Admirals der United States Navy, David Farragut.

## Leben
David Porter war der Sohn des Seeoffiziers David Porter senior (1754–1808), der als Marinekommandeur im Revolutionskrieg gedient hatte, und der Rebecca Henry (1755–1801). Er wurde, nachdem er schon als Kind seinen Vater auf See begleitet hatte, 1798 Midshipman auf der Constitution und 1799 Lieutenant. Er diente in der Karibik und nahm am sog. Halbkrieg gegen Frankreich (1799) und am Krieg gegen Tripolis (1801–05) teil. 1803 wurde sein Schiff, die USS Philadelphia (Kapitän William Bainbridge), vor der nordafrikanischen Küste von Piraten gekapert und Porter geriet in Kriegsgefangenschaft, aus der er erst nach Beendigung des Krieges 1805 wieder freikam. Nach seiner Rückkehr befehligte er die USS Enterprise und wurde später Kommandant der Marinestation in New Orleans, Louisiana, von der aus er vor allem die im Mississippi-Delta operierenden französischen und spanischen Freibeuter bekämpfte.
Seine größten Erfolge hatte er als Kommandant der berühmten Fregatte USS Essex im Krieg von 1812. Porter, seit 2. Juli des Jahres Captain, und seine 300-köpfige Mannschaft erbeuteten mehrere britische Schiffe, darunter das erste britische Kriegsschiff, das in diesem Krieg erobert wurde, die 18-Kanonen-Sloop HMS Alert (13. August 1812). Nachdem ein verabredetes Zusammentreffen mit der Constitution (William Bainbridge) und der USS Hornet vor der brasilianischen Küste gescheitert war, segelte Porter die Essex im Februar 1813 alleine und auf eigene Initiative um Kap Hoorn in den damals von den Briten beherrschten Pazifik, wo er rund ein Dutzend britische Kauffahrer und Walfänger aufbrachte. Einen Teil davon requirierte er, bemannte sie mit befreiten amerikanischen Seeleuten und stellte sie zu einem Geschwader unter seinem Kommando zusammen.

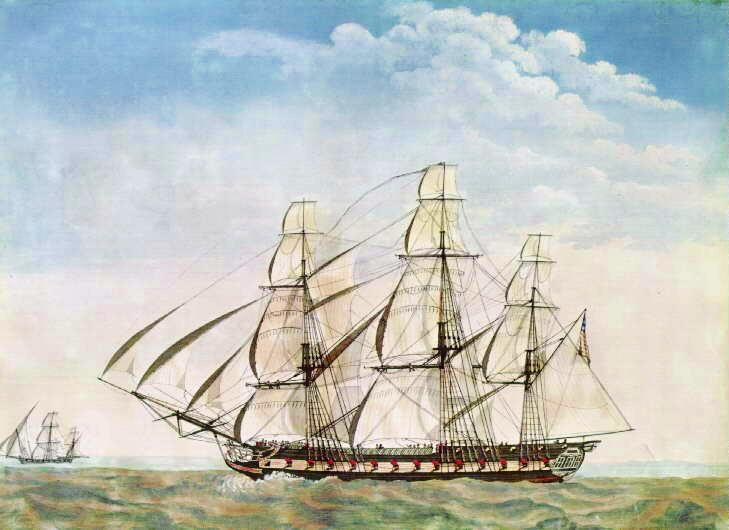
United States Frigate Essex, water color by Joseph Howard (1789–1857), Ausschnitt

Captain Porters erfolgreicher Beutezug gegen die bewaffneten und größtenteils mit Kaperbriefen ausgestatteten Walfänger brachte den britischen Walfang im Pazifik, einen wichtigen Industriezweig, praktisch zum Erliegen. Porter selbst bezifferte den Schaden für die Briten auf zweieinhalb Millionen US-Dollar. Im Oktober 1813 erfuhr Porter, der in der Gegend der Galápagos-Inseln, dem zentralen Treffpunkt der britischen Walfänger, kreuzte, dass ein britisches Geschwader unter dem Kommando von Captain James Hillyar, R.N., von Rio de Janeiro entsandt worden war, mit dem Auftrag, Jagd auf die Essex zu machen und der Dezimierung der britischen Flotte ein Ende zu bereiten.
Da die Essex durch die stürmische Umrundung des Kaps und den mittlerweile eineinhalbjährigen Aufenthalt auf See überholungsbedürftig und einem Gefecht mit den an Kampfkraft und Bewaffnung deutlich überlegenen britischen Kriegsschiffen nicht gewachsen war, machte sich Porter auf die Suche nach einer sicheren Basis außerhalb der Reichweite des britischen Flottenverbandes. Nach einer Dreitausend-Meilen-Passage in das heutige Französisch-Polynesien ergriff er im November 1813 formell Besitz von Nuku Hiva, der größten der Marquesas-Inseln, die er zu Ehren des damaligen Präsidenten der Vereinigten Staaten, James Madison, Madison Island nannte, und errichtete dort eine Station, Fort Madison (das heutige Fort Collet). Allerdings wurde diese Inbesitznahme vom Kongress niemals ratifiziert. Hier wurde die Essex überholt und machte sich in Begleitung ihrer Prisenschiffe am 12. Dezember 1813 wieder auf den Weg in den neutralen Hafen Valparaíso, Chile, den sie um den 12. Januar 1814 herum erreichte.
In der Bai von Valparaíso wurde Porters „Pazifikflotte“ Anfang Februar 1814 von der britischen Fregatte HMS Phoebe (36 Kanonen, Kapitän James Hillyar) und der Sloop Cherub (18 Kanonen, Kapitän Thomas Tucker) aufgespürt und sechs Wochen lang im Hafen eingeschlossen. Zwar gelang es der Essex schließlich, die Blockade zu durchbrechen und auf die offene See zu entkommen; sie verlor aber durch eine Orkanböe den Großmast und musste an die Küste zurückkehren. Dort wurde sie unter Verletzung der chilenischen Neutralität von den britischen Schiffen angegriffen. Da die Essex wegen der kürzeren Reichweite ihrer Kanonen dem feindlichen Feuer schutzlos ausgeliefert war, versuchte Porter als letztes Mittel, sein Schiff auf den Strand zu setzen und über Land zu entkommen, hatte aber wegen des ablandigen Windes keinen Erfolg. Nach zweieinhalbstündigem ungleichem Kampf musste sich die Essex am 28. März 1814 den überlegenen britischen Schiffen ergeben.

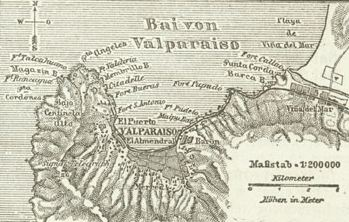
Situationsplan von Valparaíso

Captain Porter und die Überlebenden seiner Mannschaft gerieten zunächst in Gefangenschaft, wurden aber bald auf Ehrenwort entlassen. Captain Hillyar, ein langjähriger Freund Porters, ließ eines von dessen requirierten Prisenschiffen, die Essex Junior, entwaffnen und schickte sie am 27. April 1814 unter dem Kommando von Lieutenant John Downes, der sie schon seit ihrer Erbeutung durch Porter geführt hatte, mit den Überlebenden der Essex an Bord zurück nach New York, wo sie am 7. Juli ankam. Zwei Tage vorher, am 5. Juli 1814, war sie von einem britischen Kriegsschiff aufgehalten worden, dessen Kapitän die Gültigkeit des von Hillyar ausgestellten Passierscheins nicht anerkennen wollte. Porter erklärte, er fühle sich durch diesen Akt nicht mehr an sein Ehrenwort gebunden und entfloh mit einem Beiboot, zu dessen Besatzung auch sein Pflegesohn, der dreizehnjährige David Farragut, gehörte. Zuhause angekommen, wurde er als Held empfangen.
Nach dem Krieg wurde Porter Mitglied des 1815 gegründeten Board of Navy Commissioners (1815–1823) und führte als Commodore des 1822 aufgestellten Westindiengeschwaders (Mosquito fleet) von 1823 bis 1825 eine Expedition gegen die Freibeuter im Gebiet der Westindischen Inseln, während der er im November 1824 die Vertreter der Stadt Fajardo, mit militärischer Gewalt zwang, sich für die Inhaftierung eines seiner Offiziere zu entschuldigen („Fajardo-Affäre“). Die amerikanische Regierung missbilligte diese Maßnahme. Porter wurde abberufen, vor ein Militärgericht gestellt und nach einem umstrittenen Prozess, dessen Fortgang monatelang die Titelseiten der Nachrichtenblätter beherrschte, für sechs Monate vom Dienst suspendiert.
Verbittert quittierte er den Dienst und wurde 1826 Oberbefehlshaber der Mexikanischen Marine, die er aber 1829 wegen Intrigen mexikanischer Offiziere gegen ihn wieder verließ.
Nach seiner Rückkehr in die Vereinigten Staaten wurde er 1830 unter Präsident Jackson, der ihn – damals noch General – schon im Prozess unterstützt hatte, amerikanischer Generalkonsul in den Barbareskenstaaten mit Sitz in Algier. Nach der Besetzung Algiers durch die Franzosen war er seit 1831 zunächst chargé d’affaires (Geschäftsträger) und von 1839 bis zu seinem Tod Gesandter in Konstantinopel.
Nach Commodore David Porter und seinem Sohn, Admiral David Dixon Porter, wurden mehrere Kriegsschiffe der US Navy benannt. Sein Grab befindet sich auf dem Woodlands Cemetery in Philadelphia, Pennsylvania.
Nach im ist Porter County in Indiana benannt.

## Familie
David Porter war seit dem 10. März 1808 mit Evalina Anderson (1791–1871) aus Chester, Pennsylvania, verheiratet. Aus der Ehe gingen zehn Kinder hervor.
Erwähnenswert sind:
- William David Porter (1809–1864), Marineoffizier, trat 1823 in die Marine ein, befehligte während des Bürgerkrieges das Kanonenboot Essex auf dem Tennessee River und dem Mississippi River, wurde im Juli 1862 Commodore.
- David Dixon Porter (1813–1891), Marineoffizier, Befehlshaber im Bürgerkrieg und als Nachfolger Farraguts der zweite Admiral der US Navy
- Theodoric Henry Porter (1817–1846), Armeeoffizier, war der erste amerikanische Offizier, der im Mexikanisch-Amerikanischen Krieg fiel.
- Henry Ogden Porter (1828–1872), Marineoffizier, verließ die Navy 1847 nach siebenjährigem Dienst, kämpfte unter William Walker in Zentralamerika, kehrte dann zur Marine zurück, war Offizier auf der Hatteras, die von der Alabama versenkt wurde, und starb sieben Jahre später an den Folgen der dabei erhaltenen Verwundungen.
- Evelina Cora Porter (1828–1863), Zwillingsschwester des vorigen, heiratete 1842 Gwenn Harris Heap, der 1856 amerikanischer Konsul in Alexandria, Ägypten, war und dort Kamele für die US Army zum Einsatz in Texas besorgte.
- Hambleton Porter († 1844), Marineoffizier, Lieutenant auf der Flirt, starb auf See an Gelbfieber.

angenommene Kinder:
- David Farragut (1801–1870), Marineoffizier, wurde durch seine Siege im Bürgerkrieg zum Nationalhelden und zum ersten Admiral der amerikanischen Marine ernannt

## Werke
- Journal of a cruise made to the Pacific Ocean, by Captain David Porter, in the United States Frigate Essex, in the years 1812, 1813, and 1814. Bradford and Inskeep, Philadelphia 1815, Wiley & Halstead, New York 1822 (Reprinted and edited by R. D. Madison. Naval Institute Press, Annapolis MD 1986).
- Constantinople and its environs in a series of letters, exhibiting the actual state of the manners, customs, and habits of the Turks, Armenians, Jews, and Greeks. Harper, New York 1835.

## Verfilmung
In dem von Frederick de Cordova inszenierten Film Unter falscher Flagge aus dem Jahr 1952 wird Porter von Jeff Chandler dargestellt.